# Jerry Bergonzi
Jerry Bergonzi (21. oktober 1947 i Boston) er en amerikansk tenorsaxofonist, pianist, komponist og lærer.
Bergonzi har spillet og indspillet med Dave Brubecks kvartet (1973-1981).
Han er inspireret af John Coltrane, og har spillet med feks. Billy Hart, Mike Stern, Alex Riel, Mulgrew Miller etc.
Bergonzi underviser på New England Conservatory Of Music i Boston,
og har udgivet bøger om improvisation med Play Along cd'er.
Han har lavet plader ved pladeselskaberne Blue Note, Columbia, Atlantic, ConCorde, Enja etc.